# Рустичи, Винченцо
Винченцо Рустичи (итал. Vincenzo Rustici; 1556, Сиена, Тоскана — 1632, Сиена) — итальянский живописец эпохи барокко сиенской школы. Известен религиозными композициями, а также ведутами, изображающими популярные празднества в Сиене.

## Жизнь и творчество
Художник родился в Сиене в 1556 году в семье архитекторов и живописцев родом из Пьяченцы (Эмилия-Романья). Семья Рустичи обосновалась в Сиене ещё в XVI веке. Отец будущего художника Лоренцо, известный как Иль Рустико, или Лоренцо ди Кристофоро Рустичи, был выдающимся художником эпохи Возрождения, мастером декоративной лепнины стукко и росписей гротесками. Его старший брат Кристофоро, более известный как Иль Рустиконе (1552—1641), также был художником.
После того, как его сестра Аурелия в 1582 году вышла замуж за сиенского художника Алессандро Казолани, Рустичи, вероятно, начал работать в мастерской своего шурина. Возможно, он выполнял работы, предназначенные для менее взыскательных заказчиков. После смерти Казолани в 1606 году он завершил картину Казолани «Воскрешение Лазаря» в базилике Святого Франциска в Сиене. Сам Алессандро Казолани находился под влиянием творчества Доменико Беккафуми.
Сын Винченцо Рустичи — Франческо учился у отца и был одним из ведущих последователей Караваджо, работавших в Сиене. Среди картин, выполненных в мастерской Казолани, трудно различить работы отца и сына Рустичи.
В декабре 1616 года Винченцо Рустичи получил заказ на обновление трёх оригинальных фресок Пинтуриккьо в капелле Святого Иоанна Крестителя Сиенского собора. Винченцо Рустичи был художником, писавшим картины как на исторические сюжеты, так и в жанре ведуты, изображая городские карнавалы и другие народные празднества. В настоящее время он известен главным образом двумя произведениями, изображающими Сиенское Палио (скачки в центре города) и «Шествие контрады на Пьяцца дель Кампо», состоявшееся 15 августа 1546 года (Палаццо Салимбени, собрание Банка Monte dei Paschi di Siena Монте-дей-Паски-ди-Сиена). Винченцо Рустичи создал эти картины спустя годы после изображённых событий, опираясь на их описания в письме современника Чеккино Картайо. Эти картины хранились на вилле Поджо Империале во Флоренции, где они были задокументированы ещё в 1654 году.
Рустичи создал ряд изображений Мадонны с Младенцем и святыми — тема, популярная среди сиенских художников, таких как Казолани. Примером может служить «Мадонна с Младенцем и святыми Августином, Иоанном Евангелистом и Иосифом» (аукцион Sotheby’s 9 июня 2011 года в Нью-Йорке, лот 31), которая приписывается Рустичи по стилевым качествам, поскольку тип лица Богоматери близок Мадонне на подписанной Винченцо картине «Пьета» в Сиене. Другой пример — «Мадонна с Младенцем и Иоанном Крестителем», которая, по-видимому, намеренно цитирует интерпретации той же темы сиенскими художниками XV века, такими как «Мастер истории Гризельды».

## Галерея

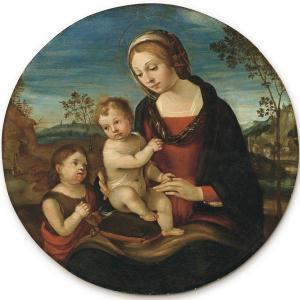
Мадонна с младенцами Иисусом и Иоанном Крестителем. Ок. 1600. Холст, масло. Частное собрание
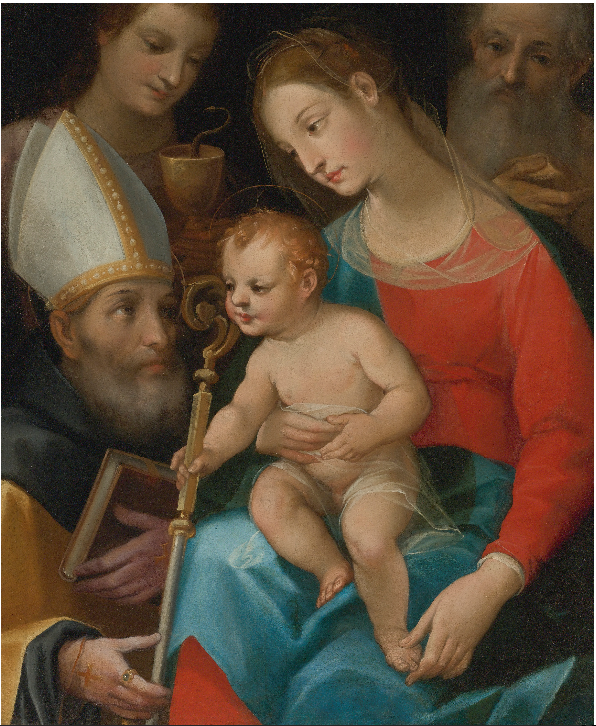
Мадонна с Младенцем и святыми Августином, Иоанном Евангелистом и Иосифом. Ок. 1610. Холст, масло. Частное собрание
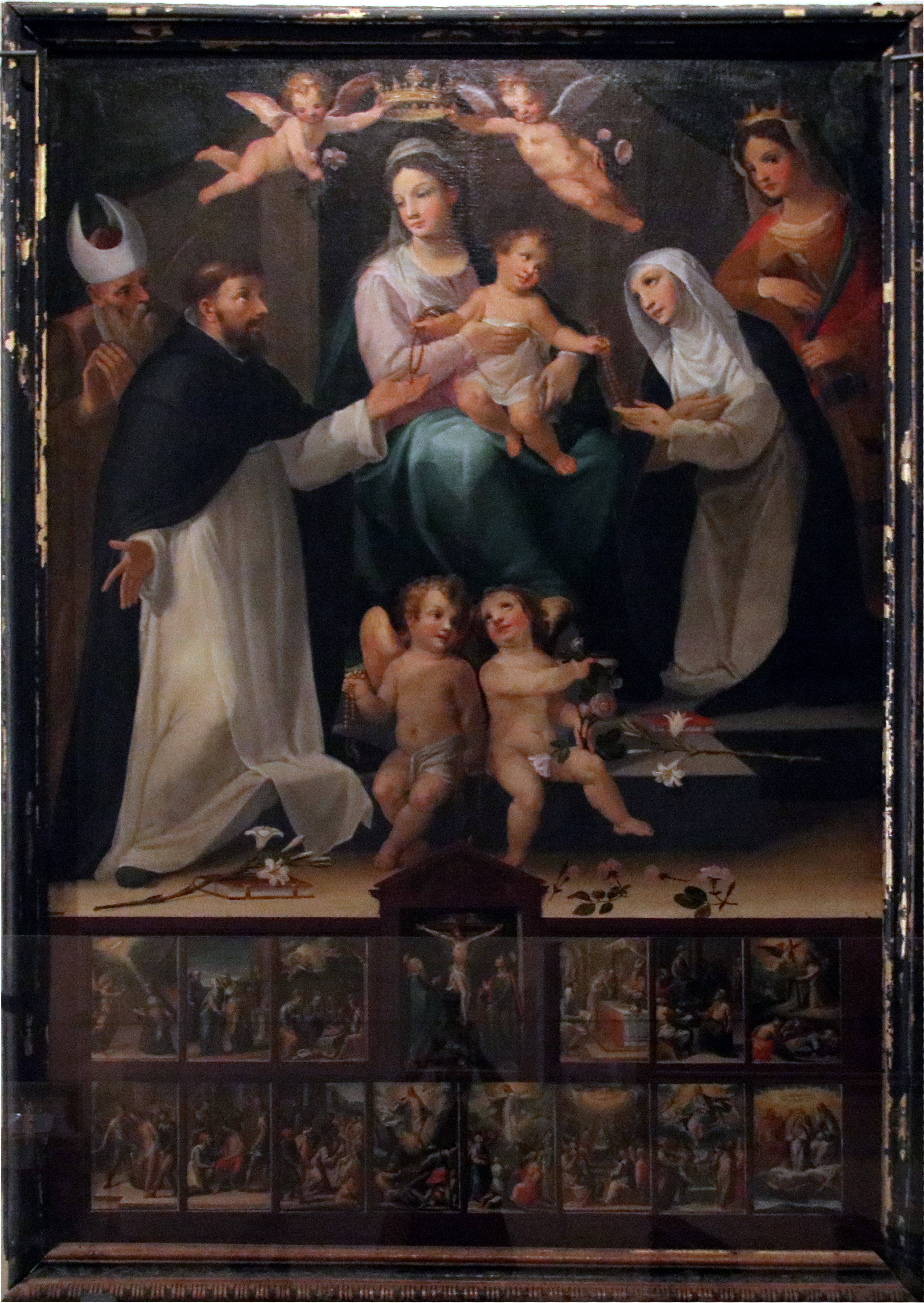
Мадонна Розария со святыми Домиником, Екатериной Сиенской, Симеоном, Екатериной Александрийской. Церковь Святых Стефано и Денья, Кастильоне-д’Орча
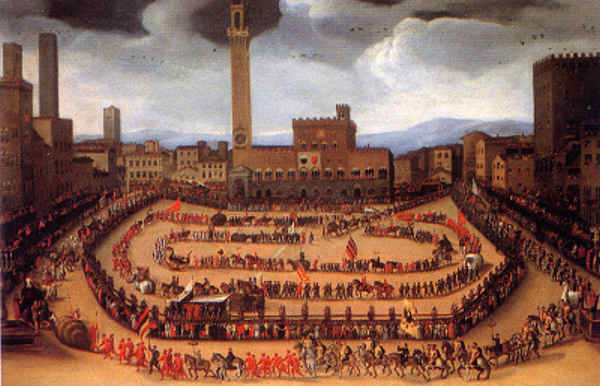
Шествие контрады на Пьяцца дель Кампо 15 августа 1546 года. 1600
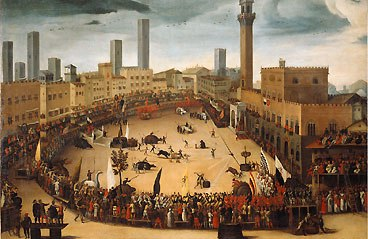
Палио на Кампо-да-Сиена